# 러덜리스
《러덜리스》(영어: Rudderless)는 2014년 공개된 미국의 뮤지컬 드라마 영화이다.

## 출연
- 빌리 크루덥 - 샘 역
- 안톤 옐친 - 쿠엔틴 역
- 셀레나 고메즈 - 케이트 역
- 로렌스 피시번 - 델 역
- 펠리시티 허프만 - 에밀리 역
- 마일즈 헤이저 - 조쉬 역
- 알렉산드라 해리스
- 케이시 트웬터 - 케이시 역
- 데이비드 플래너리 - 제이콥 테일러 역
- 에릭 스타키 - 브랜트 역
- 제이미 정 - 리사 마틴 역
- 케이트 미쿠치 - 피치스 역
- 윌리엄 H. 메이시
- 조 그레이엄
- 린지 소여
- 수잔 크룰 - 버티 듀프레스 역
- 넬리 쉬우토
- 스테이시 커닝햄
- 몰리 밀리건 - 데비 D 역